# Narraga
Narraga is een geslacht van vlinders van de familie spanners (Geometridae), uit de onderfamilie Ennominae.

## Soorten
- N. cappadocica Herbulot, 1943
- N. fasciolaria (Hufnagel, 1767)
- N. fimetaria Grote & Robinson, 1870
- N. georgiana Covell, Finkelstein & Towers, 1984
- N. isabel Agenjo, 1956
- N. nelvae (Rothschild, 1912)
- N. stalachtaria Strecker, 1878
- N. tessularia (Metzner, 1845)